# Gisela Schwerdt
Gisela Schwerdt (* 7. März 1917 in Bielefeld; † 21. Oktober 1997 ebenda) war eine deutsche Politikerin (FDP). Im Jahre 1986 sorgte sie bundesweit für Aufsehen, als sie Präsidentin von Arminia Bielefeld wurde und damit als erste Frau den Vorsitz eines professionellen deutschen Fußballvereins übernahm.

## Leben und Wirken
Die Tochter eines Dachdeckermeisters trat im Jahre 1953 der FDP bei. Drei Jahre später wurde sie in den Gemeinderat von Senne I gewählt. Von 1969 bis zur Eingemeindung in die Stadt Bielefeld im Januar 1973 war Schwerdt Bürgermeisterin von Senne I. Nach der Eingemeindung gehörte sie dem Bielefelder Stadtrat an und war mehr als zehn Jahre Bürgermeisterin. Darüber hinaus saß sie über viele Jahre als einzige Frau im Hauptausschuss des Deutschen Städtetages. Nach ihrem Tod wurde eine Straße im Bielefelder Stadtbezirk Mitte nach ihr benannt.
Zwischen 1957 und 1997 war Gisela Schwerdt ehrenamtliche Vorsitzende des Kreisverbands Bielefeld des Deutschen Roten Kreuzes.
Schwerdt wurde mit dem Bundesverdienstkreuz 1. Klasse und dem Verdienstorden des Landes Nordrhein-Westfalen ausgezeichnet.

## Präsidentin von Arminia Bielefeld
Im März 1986 wurde Schwerdt zur Präsidentin des finanziell schwer angeschlagenen Zweitligisten Arminia Bielefeld gewählt. Vom Vereinsmitglied Hubert Neugebauer wurde sie daraufhin als Mutter Teresa des Fußballs bezeichnet. Ihre Amtszeit dauerte nur 266 Tage. Sie stolperte über eine Affäre über die Ablösesumme für den jugoslawischen Spieler Boris Tičić. Der Verein zahlte die Summe von 120.000 Mark, die Arminias Geschäftsführer Siegfried Kunze in Zagreb dem Spielervermittler Milanović in bar übergab. Später behauptete Tičić, dass der Verein keine Ablösesumme für ihn hätte zahlen müssen. Auf der Jahreshauptversammlung des Vereins am 25. November 1986 wurde Schwerdt abgewählt.